# Guy Fays
Guy Fays est un athlète belge né le 15 septembre 1969.
Les longues distances et le cross country sont ses spécialités.
Il est 11 fois champion de Belgique dans différentes disciplines et a participé trois fois aux championnats du monde.

## Biographie
Guy Fays est devenu champion de Belgique la première fois en 1999 au 5000m et au marathon.
Il participa trois fois aux championnats du monde de semi-marathon. Son meilleur résultat fut 21ème  en 2000 à Veracruz. Il fut aussi classé 28ème en 2008 à Bruxelles.

## Clubs
Fays a été affilié au Herve athlétique club à ses débuts et ensuite au RFCL .

## Championnats de Belgique
| Épreuve       | Temps          | Place | Lieu            | Année |
| ------------- | -------------- | ----- | --------------- | ----- |
| 5000m         | 14:07:73       | 1er   |                 | 1999  |
| Marathon      | 2h 16min 56sec | 1er   | Gand            | 1999  |
| 10 000m       | 29:28:56       | 1er   | Seraing         | 2002  |
| 10 000m       | 29:30:94       | 1er   | Vilvoorde       | 2005  |
| 10 000m       | 30:12:46       | 1er   | Braine L'Alleud | 2006  |
| 5000m         | 14:30:13       | 1er   | Duffel          | 2007  |
| 10 000m       | 29:39:73       | 1er   | Duffel          | 2007  |
| 5000m         | 14:30:41       | 1er   | Jambes          | 2008  |
| 10 000m       | 29:45:57       | 1er   | Jambes          | 2008  |
| Semi Marathon | 1h 11min 20sec | 1er   | Herve           | 2009  |
| Semi Marathon | 1h 07min 57sec | 1er   | Diksmuide       | 2011  |

## Records personnels
Outdoor
| Epreuve       | Résultat       | Date              | Lieux     |
| ------------- | -------------- | ----------------- | --------- |
| 3000 m        | 7.58:8         | 8 juin 2002       | Izegem    |
| 5000 m        | 13.37:71       | 23 juillet 2005   | Heusden   |
| 10.000 m      | 28:32:54       | 6 avril 2002      | Camaiore  |
| Semi-Marathon | 1h 02min 23sec | 19 septembre 2004 | Den Haag  |
| Marathon      | 2h 13min 47sec | 8 octobre 2000    | Eindhoven |